# 広島県立安芸高等学校
広島県立安芸高等学校（ひろしまけんりつあきこうとうがっこう）は、かつて広島市東区上温品に所在していた公立の高等学校。

## 設置学科
- 総合学科
  - 人文・社会系列
  - 生命・自然系列
  - 商業・情報系列
  - 生活・福祉系列

## 概要
広島県では比較的新しい高校である。
校舎は3棟あり、普段学業を行う場所がA棟、実験等を行う場所がB棟、そして、5年前に新設した校舎が総合学科棟である。
2007年、陸上部はインターハイ出場。

## 沿革
- 1974年 - 安芸郡府中町立府中小学校の仮校舎で開校、7月に現在地に移転
- 1998年 - 普通科を総合学科に改編
- 2021年 - 生徒募集停止
- 2024年 - 廃校[1]

## 交通機関
広島バス 29号 深川線 山﨑病院北バス停（旧 安芸高校入口バス停）下車

## 著名な卒業生
- 高尾晶子 - タレント（元『トゥナイト』レポーター）